# Діана Петкова
Діана Петкова (ісп. Diana Petkova, 10 червня 2000) — болгарська плавчиня. Учасниця Чемпіонату світу з плавання на короткій воді 2018, де на дистанції 50 метрів вільним стилем посіла 22-ге місце і не потрапила до півфіналу.